# Esganarelo ou O Cornudo Imaginário
Esganarelo ou O Cornudo Imaginário é uma comédia em um ato e em verso de Molière, estreada no Théâtre du Petit-Bourbon, em 28 de maio de 1660, para os amigos do Monsieur, o único irmão de Luís XIV de França. 
Molière interpretou, ele mesmo, o papel de Esganarelo na estreia, e continua a representá-lo ao longo da sua vida. O enredo trata das consequências do ciúme e de suposições precipitadas numa série de discussões absurdas e de mal entendidos envolvendo Esganarelo, a sua mulher e as jovens amantes, Célia e Lélia.